# Antica diocesi di Viborg

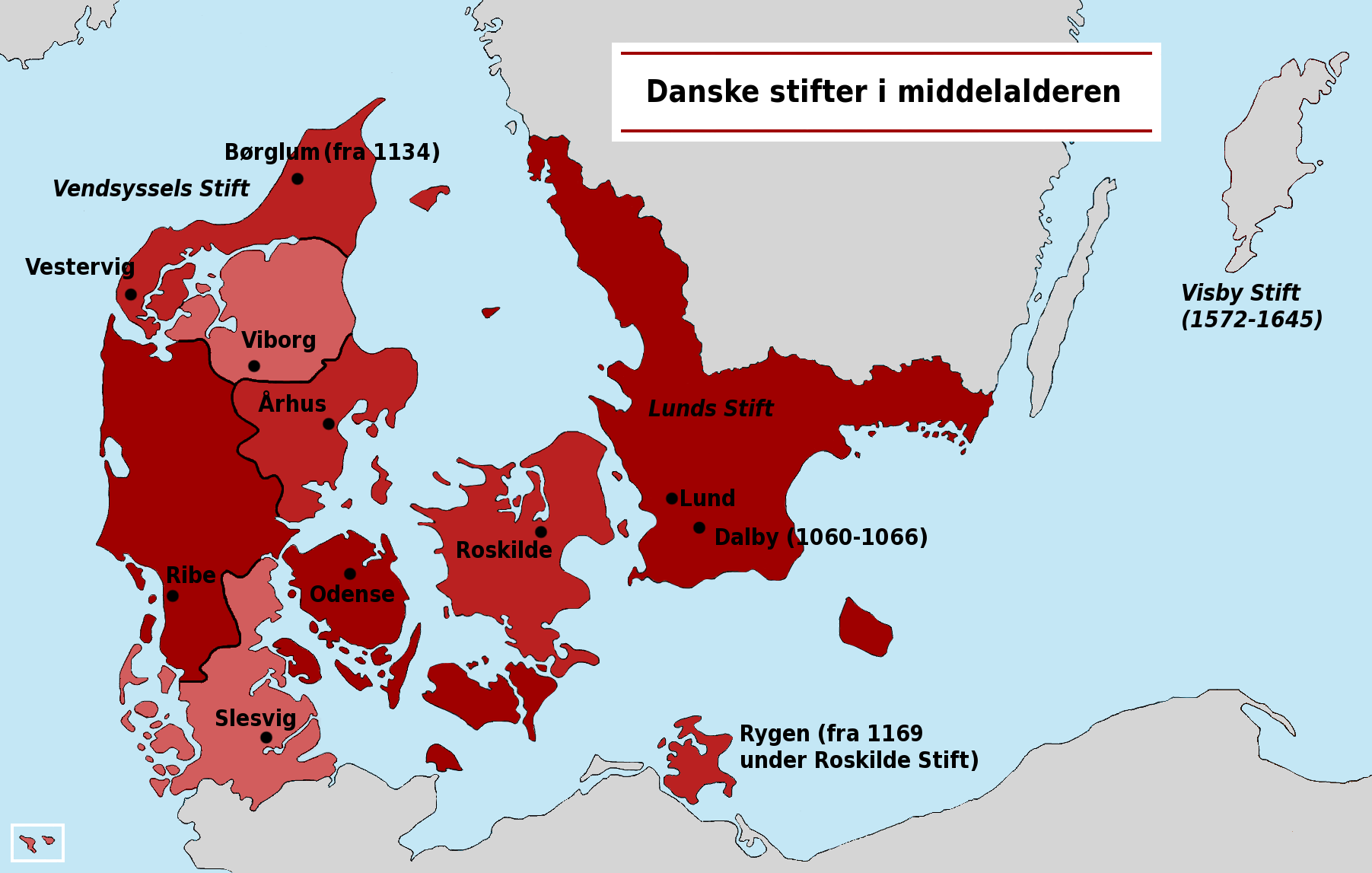
Mappa della provincia ecclesiastica di Lund nel Medioevo.

La diocesi di Viborg (in latino: Dioecesis Vibergensis) è una sede soppressa della Chiesa cattolica.

## Territorio
La diocesi comprendeva la contea di Viborg, la città di Ålborg e I territori di Fleskum, Hornum, Hellum, Hindsted, Års, Gislum e Slet nella contea di Ålborg.
Sede vescovile era la città di Viborg, dove si trova la cattedrale della Beata Vergine Maria.

## Storia
La diocesi di Viborg fu eretta nel 1060, ricavandone il territorio dalla diocesi di Ribe.
Originariamente suffraganea dell'arcidiocesi di Amburgo-Brema, nel 1104 entrò a far parte della provincia ecclesiastica dell'arcidiocesi di Lund.
Nel 1130 circa il vescovo Eskild iniziò la costruzione della cattedrale diocesana.
L'ultimo vescovo in comunione con la Santa Sede fu Jörgen Friis, imprigionato nel 1536 e deceduto nel 1547.

## Cronotassi dei vescovi
- Herbert † (circa 1065/1070 - 8 aprile ? deceduto)
- Svend I † (? - 1112 deceduto)
- Eskild † (1115 - 20 ottobre 1133 deceduto)
- Svend II † (1133 - 30 marzo 1150 deceduto)
- Niels I † (1152 - 1191 deceduto)
- Asher † (1192 - 1209 deceduto)
- Ascot † (1209 - 1214 deceduto)
- Thorstan † (? - circa 1220 deceduto)
- Gunner, O.Cist. † (1222 - 25 agosto 1251 deceduto)
- Niels II † (1251 - 1267 dimesso)
- Peder I, O.F.M. † (1267 - ? dimesso)
- Laurentius † (circa 1287 - ? deceduto)
- Peder II † (20 aprile 1298 - 1325 deceduto)
- Tyge † (prima del 1326 - dopo il 1330)
- Peder III † (prima del 1345 - dopo il 1361)
- Jakob † (1368 - 1396 deceduto)
- Lago Glob † (3 luglio 1396 - ?)
- Hermann † (26 agosto 1429 - ?)
- Thorleiv Olavsson † (1440 - 14 aprile 1451 nominato vescovo di Bergen)
- Canute Mikkelsen † (14 aprile 1451 - 1477 deceduto)
- Niels Glob † (20 novembre 1478 - 1498 deceduto)
- Niels Friis † (4 dicembre 1498 - 1508 deceduto)
- Erik Kaas † (31 gennaio 1509 - 1520 deceduto)
- Jörgen Friis † (7 gennaio 1521 - 1547 deceduto)